# Carl Widell
Carl Widell, född 14 februari 1854 i Svennevads socken, död 11 november 1910 i Stockholm, var en svensk byggnadsingenjör och byggmästare.

## Biografi

### Byggnadsingenjören
Widell studerade vid Slöjdskolan i Stockholm mellan 1869 och 1875. Under sina studieår praktiserade han som elev och ritare hos ingenjör Jonas Wenström i Örebro och hos arkitekt Gustaf Sjöberg i Stockholm. Efter studiegången fick han anställning hos Carl Axel Ekholm, stadsarkitekt i Uppsala. I Uppsala deltog han i uppförandet av flera byggnader. Åren 1879–1880 var han extra lärare vid Tekniska skolan i Uppsala. Han var sedan ritare hos arkitekt Johan Erik Stenberg och där biträtt vid bygget av Söderhamns teater och Söderhamns elementarläroverk för flickor. Åren 1880–1882 var han extra lärare vid Tekniska skolan i Söderhamn.
Efter 1880-talets mitt var Widell verksam i Stockholm och lär ha ritat ett 20-tal hus i staden, ofta tillsammans med kända arkitekter. Bland dem kan nämnas bostadshusen vid Surbrunnsgatan 37, Scheelegatan 11, Kungsholmsgatan 26–30 och Döbelnsgatan 79 som han ritat tillsammans med Knut Gyllencreutz med vilken han ledde arkitektkontoret Gyllencreutz & Widell mellan 1884 och 1886. Han var sedan ritare hos arkitekt Gustaf Sjöberg och Hjalmar Kumlien. Tillsammans med Kasper Salin ritade han 1887 Ädelman mindre 6 vid Styrmansgatan 7.

### Byggmästaren
Widell verkade även som byggmästare och blev godkänd som sådan av Stockholms byggnadsnämnd den 15 mars 1893. I augusti 1897 erhöll han burskap som borgare i Stockholm. Han uppförde några flerbostadshus i Stockholm. Mest kända är två byggnader för greve Walther von Hallwyl: direktörsvillan i Ljusne 1893 och Hallwylska palatset i Stockholm 1897. Han ritade och ledde även ombyggnaden av Ljusne kyrka.

### Bilder

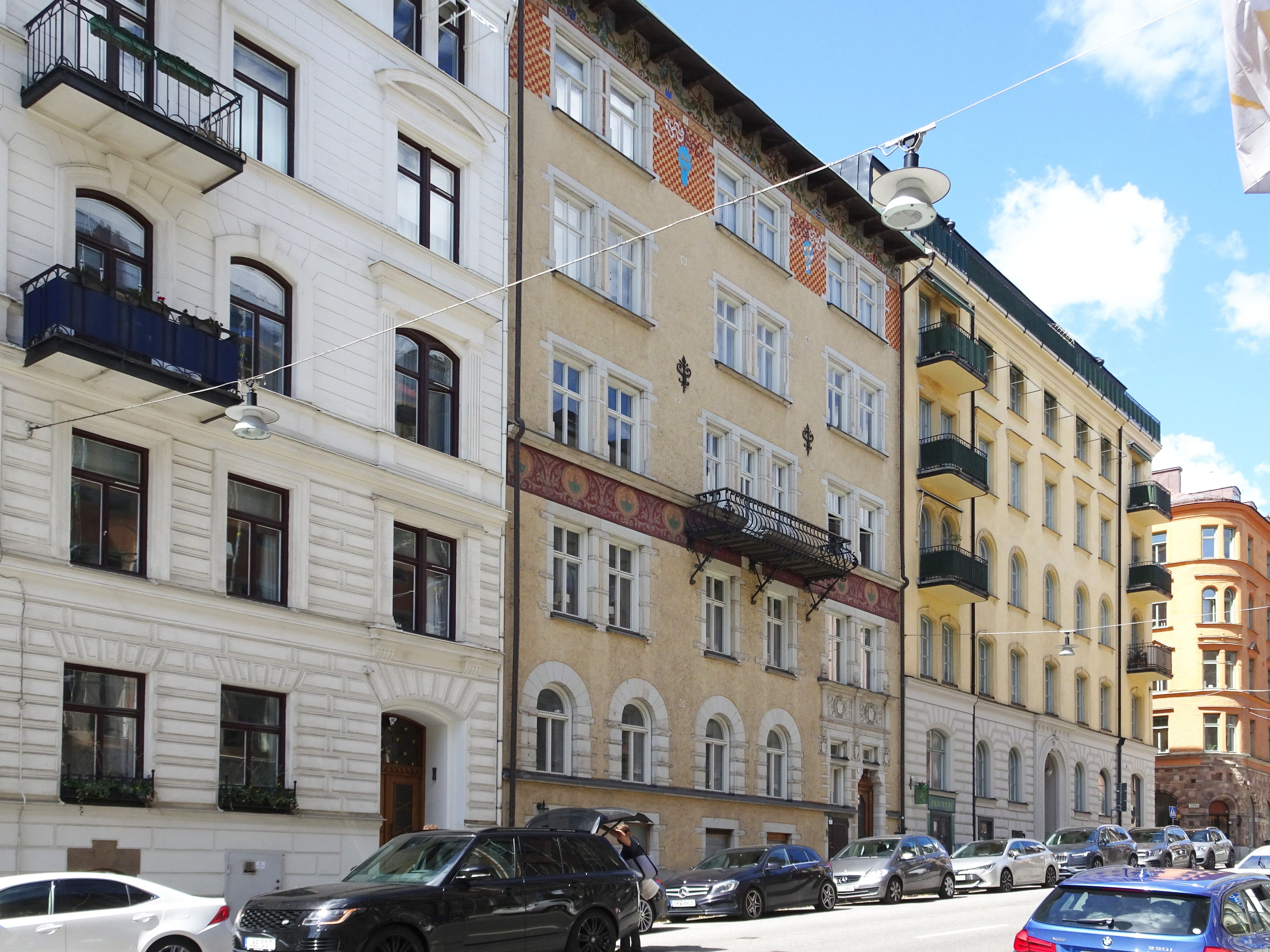
Ädelman mindre 6 (mitten), Styrmansgatan 7, ritad av Salin och Widell.
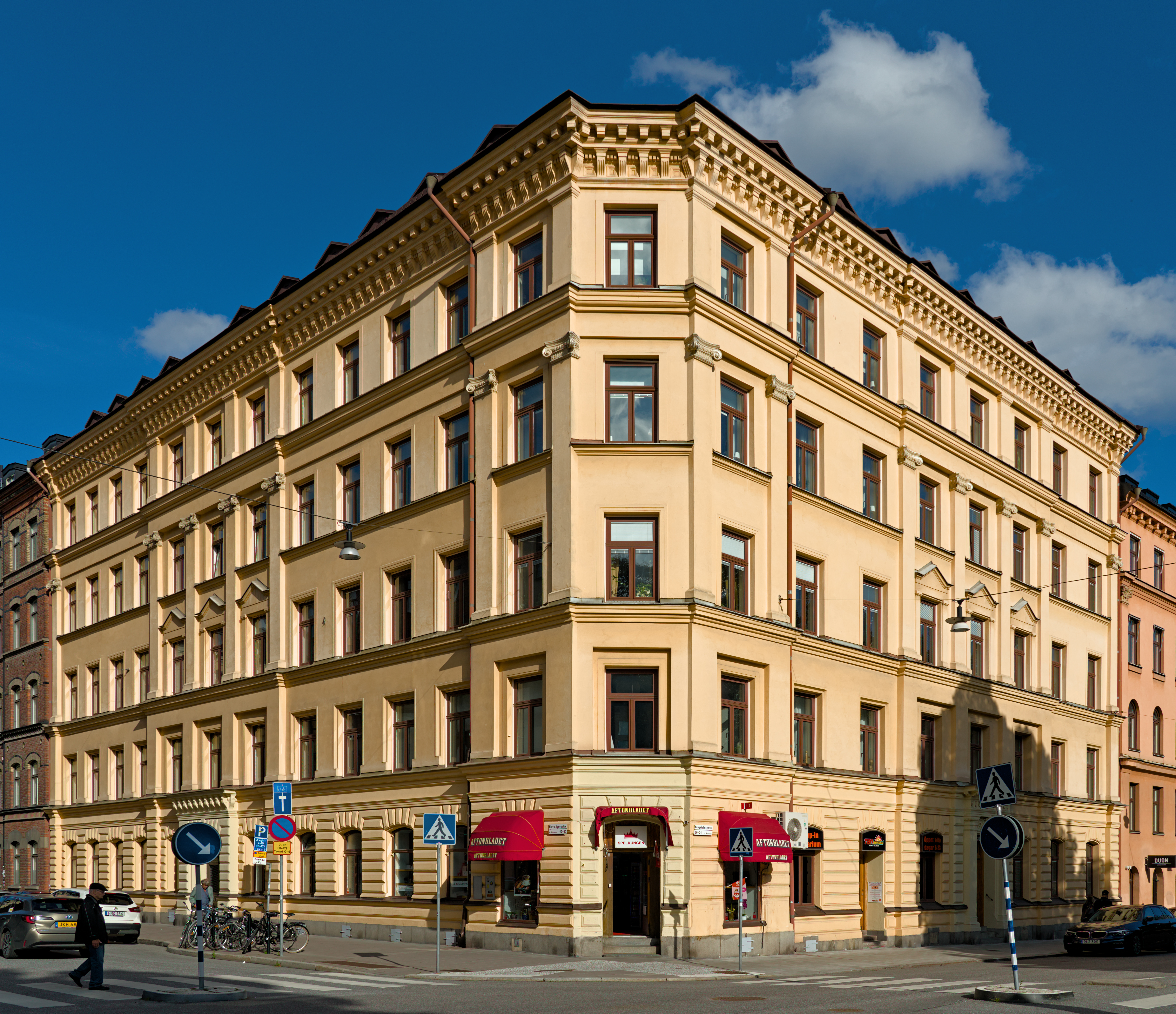
Äkermannen 11, Kungsholmsgatan 30, ritad av Gyllencreutz och Widell.
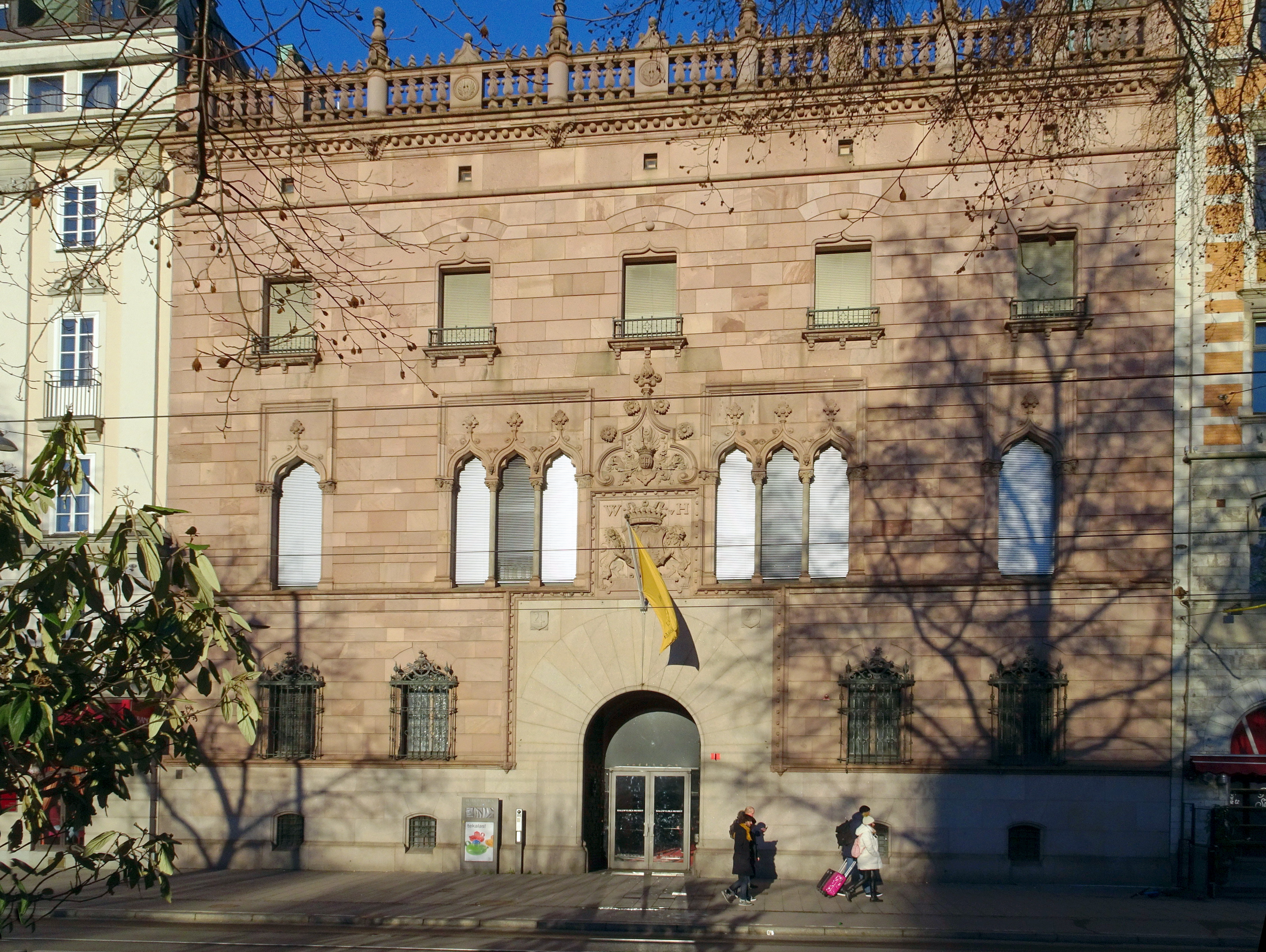
Hallwylska palatset, Hamngatan 4, byggt av Widell.
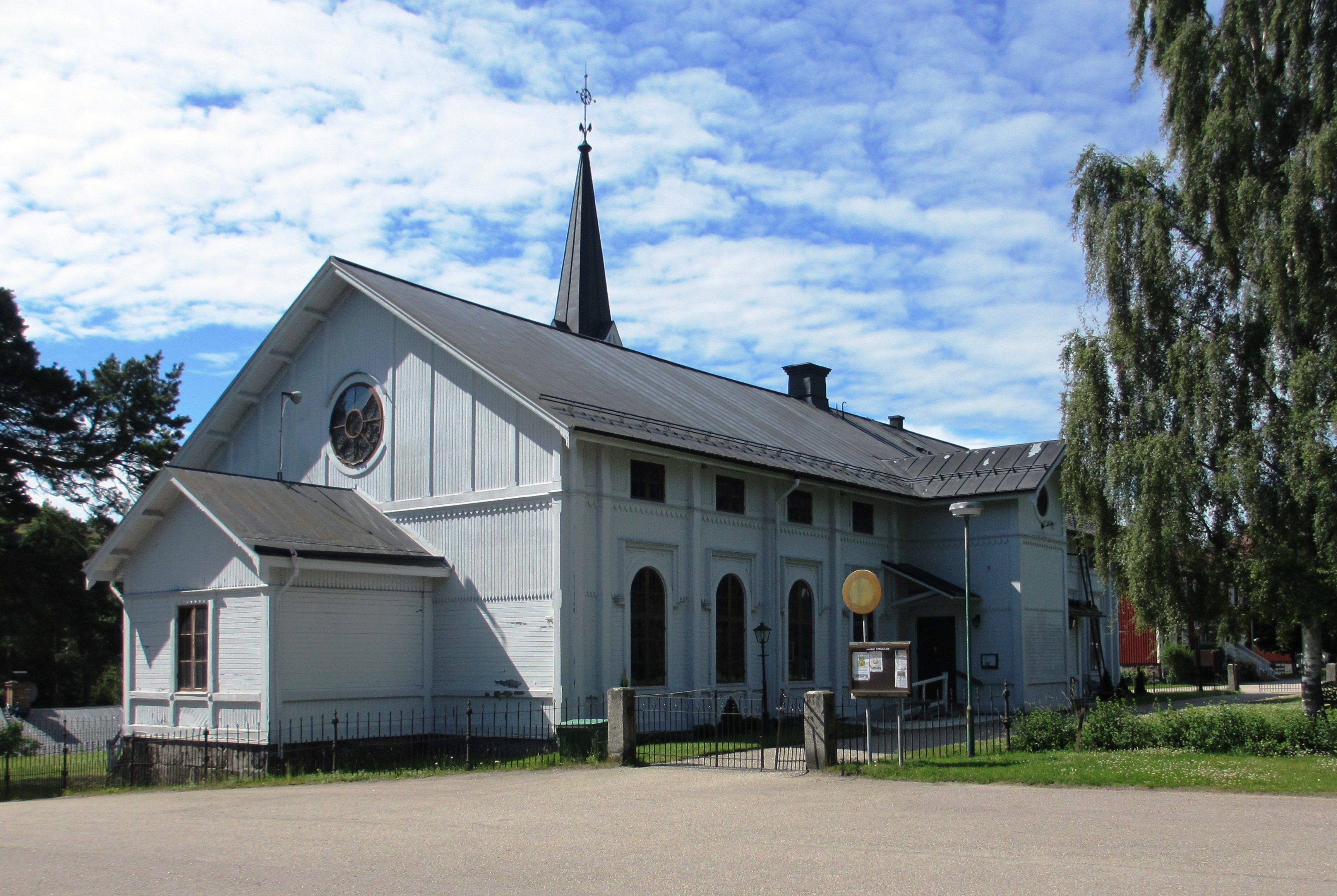
Ljusne kyrkas ombyggnad, ritad och ledd av Widell.

## Personligt
Carl Widell var gift med Josefine Holmström. Han jordfästes i Sabbatsbergs kyrkas gravkor och stoftet överfördes sedan till Norra begravningsplatsen där den gravsattes i familjegraven.